# Фоллінг-Спрінг (Західна Вірджинія)
Фоллінг-Спрінг (англ. Falling Spring) — місто (англ. town) в США, в окрузі Ґрінбраєр штату Західна Вірджинія. Населення — 170 осіб (2020).

## Географія
Фоллінг-Спрінг розташований за координатами 37°59′33″ пн. ш. 80°21′25″ зх. д. / 37.99250° пн. ш. 80.35694° зх. д. (37.992429, -80.357044).  За даними Бюро перепису населення США в 2010 році місто мало площу 1,37 км², з яких 1,33 км² — суходіл та 0,03 км² — водойми.

## Демографія
Згідно з переписом 2010 року, у місті мешкало 211 особа в 82 домогосподарствах у складі 61 родини. Густота населення становила 154 особи/км².  Було 106 помешкань (78/км²).
Расовий склад населення:
| - 94,3 % — білих - 0,5 % — корінних американців - 0,5 % — чорних або афроамериканців |

До двох чи більше рас належало 3,8 %. Частка іспаномовних становила 0,9 % від усіх жителів.
За віковим діапазоном населення розподілялося таким чином: 22,7 % — особи молодші 18 років, 65,5 % — особи у віці 18—64 років, 11,8 % — особи у віці 65 років та старші. Медіана віку мешканця становила 41,5 року. На 100 осіб жіночої статі у місті припадало 85,1 чоловіків;  на 100 жінок у віці від 18 років та старших — 89,5 чоловіків також старших 18 років.
Середній дохід на одне домашнє господарство  становив 56 342 долари США (медіана — 55 000), а середній дохід на одну сім'ю — 62 476 доларів (медіана — 60 417). За межею бідності перебувало 17,2 % осіб, у тому числі 22,6 % дітей у віці до 18 років та 35,0 % осіб у віці 65 років та старших.
Цивільне працевлаштоване населення становило 78 осіб. Основні галузі зайнятості: освіта, охорона здоров'я та соціальна допомога — 34,6 %, виробництво — 14,1 %, роздрібна торгівля — 12,8 %.